# 135 î.Hr.

## Nașteri
- dată necunoscută: Poseidonios filozof din Grecia Antică (d. 51 î.Hr.)
- dată necunoscută: Lucius Cornelius Cinna consul al Republicii Romane (d. 84 î.Hr.)